# Dry needling
Dry needling, soms ook intramuscular stimulation (IMS), is een behandelmethode waarbij met een naald in verdikkingen van een spier wordt geprikt. De behandeling wordt onder andere toegepast voor de behandeling van een myofasciaal pijnsyndroom, stijfheid en pijn in de spieren. De methode is ontwikkeld in de jaren 1970 door de Canadese arts C. Chan Gunn. Hoewel Gunn de techniek van dry needling heeft verfijnd, was er echter al sinds de jaren veertig sprake van soortgelijke technieken om pijn te verminderen.

## Cannon's law of denervation[bron?]
Een patiënt met myofasciale pijn heeft last van stijfheid en vaak acute of zelfs chronische spierpijn. Als de spieren te gespannen zijn, kunnen zich pijnlijke en verharde plekken vormen; de triggerpoints. De spierproblemen kunnen vaak door een geschoolde dry needling-therapeut (fysiotherapeut of manueel therapeut) worden verholpen. Het aandrukken van een triggerpoint wekt meestal dezelfde pijn op waar de patiënt last van heeft. Deze pijngebieden worden ook wel referred pain patterns genoemd.
De zienswijze die ten grondslag ligt aan deze vorm van pijnbehandeling komt neer op het herstellen van de supersensitiviteit. De zenuw functioneert niet goed en uiteindelijk ontstaat er pijn in het overeenkomstige neurogene segment. Het gevolg van de zenuwdisfunctie is dat de organen (waaronder de spieren) die afhankelijk zijn van de zenuw verhoogd gevoelig worden. Dat geldt met name voor chemische prikkels. Deze aanname is gestoeld op het werk van Walter B. Cannon. In 1949 verscheen zijn werk The supersensitivity of denervated structures. Hierin wordt gesteld: When a unit is destroyed, in a series of efferent neurons, an increased irritability to chemical agents develops in the isolated structure or structures, the effect being maximal in the part directly denervated. Deze regel wordt ook wel Cannon's law of denervation genoemd. Voor het ontstaan van chronische pijn komt dit neer op het volgende: als een zenuw niet goed functioneert, wordt de spier geleidelijk supersensitief. Deze spier zal versterkt reageren op allerlei prikkels. Voorbeelden hiervan zijn rek, koude, warmte en druk. Een bij lichamelijk onderzoek waarneembare uiting van supersensitiviteit in de spier is het ontwikkelen van strengen en verharde pijnlijke punten, ook wel spierknopen genoemd. Andere termen die gebruikt worden voor spierknopen zijn: trigger points, tender points, myofascial trigger points.
Recente onderzoeken onderschrijven Cannon's law of denervation, maar deze zienswijze is sterk verouderd. Recentere onderzoeken wijzen uit dat er wel een verandering ontstaat in het aangedane segment, maar dat deze stoornissen zowel lokaal (in de spier) als centraal (in het ruggenmerg) plaatsvinden. Deze stoornissen zijn eerder verantwoordelijk voor het ontstaan van chronische pijnklachten in myogeen en fasciaal weefsel.
Dr. C.C. Gunn gaat er in zijn hypothese van het radiculopathy model vanuit dat de oorzaak van de klachten gezocht moeten worden in een (kleine) stoornis van de zenuwwortel van de wervelkolom. Doordat de rugmusculatuur spanning veroorzaakt op de wervels en hierdoor de zenuwwortel ongewenst onder druk komt, ontstaat er een neuropathie van de perifere zenuw, die uiteindelijk resulteert in chronische pijn in het perifere zenuwgebied en bij de rug. Zijn uitgangspunt is dan ook dat spieren die naast een wervel gelegen zijn (paravertebrale musculatuur) altijd behandeld moeten worden alsmede de spieren in hetzelfde neurogene segment.
Supersensitiviteit op basis van neuropathie waardoor spieren verkortingen laten zien, wordt ook wel short muscle syndrome genoemd. Deze hypothese is enkel onderzocht door Dr. C.C. Gunn en nooit door ander onderzoek nader onderbouwd.
Volgens het dry needling-principe van Dr C.C. Gunn wordt gekeken naar de volgende stoornissen:
1. spieren hebben meerdere pijnlijke spierknopen of strengen (myofasciale triggerpoints);
2. andere spieren in hetzelfde segment hebben ook strengen of spierknopen;
3. corresponderende spieren aan de andere kant van het lichaam hebben ook strengen en spierknopen;
4. huidgebieden die corresponderen met deze spiersegmenten laten functieverstoringen zien zoals gelokaliseerd (dermatomaal) haarverlies, matige vochthuishouding, versterkte reactie op koudeprikkels (bijvoorbeeld snellere kippenvelreactie en snellere blauwige verkleuring). Soms is voelbaar dat een betreffend huidgebied kouder is;
5. diepliggende, tot hetzelfde segment behorende spieren van de wervelkolom zelf zijn verkort, verhard en pijnlijk.

Een therapeut kijkt tijdens het onderzoek en de behandeling naar signalen van neuropathie. Tijdens de behandeling wordt gebruikgemaakt van dunne acupunctuurnaalden. Deze worden gebruikt om een zogenaamde "release" van de spier te verkrijgen. De spier wordt geprikkeld met een dunne naald. In eerste instantie ontstaat een reflexmatige verkramping van de spier; dit wordt een Local twitch respons genoemd. Die wordt door de patiënt waargenomen. De bedoeling is dat naderhand de spier loslaat. Dat kan direct zijn (de patiënt voelt dan onmiddellijk een soort losheid), maar kan ook pas later optreden. Meer ontspanning in de spier betekent dat de doorbloeding kan toenemen en herstel kan optreden. De mobiliteit in de aanliggende gewrichten kan verbeteren. Het uiteindelijke doel van dry needling is dat de neuropathie zich geleidelijk herstelt. De pijn neemt af en de spier en gewrichtsfunctie neemt toe.
Dry needling is geen acupunctuur en heeft in tegenstelling tot acupunctuur geen energetisch kader en er wordt geen gebruik gemaakt van meridianen om de aanprikpunten te bepalen.

## Effectiviteit
In een studie uit 2017 werd een overzicht gemaakt van alle data uit meerdere onderzoeken en controles die liepen tussen 2000 en 2015. Uit deze publicatie bleek dat er een bewezen effect is op korte termijn voor pijnbestrijding en beweging en kwaliteit van leven. Sluitend bewijs voor beter slaapcomfort en vervanging van medicatie voor pijnbestrijding werd er echter niet gevonden. Ook eerdere onderzoeken uit 2016 bewezen een effectiviteit op een of meerdere aspecten, maar daarbij wel een niet-sluitend effect voor andere aspecten. Ook volgens het Koninklijk Nederlands Genootschap voor Fysiotherapie is het bewijs voor de effectiviteit van dry needling niet sluitend. De Vereniging tegen de Kwakzalverij noemt de effectiviteit niet bewezen en stelt dat eventuele effecten vooral placebo-effecten zijn. Dry needling zou een riskantere behandeling zijn dan behandelwijzen waarbij geen naalden in spieren worden gestoken. Bij nekpijn raadt het Koninklijk Nederlands Genootschap voor Fysiotherapie de toepassing van dry needling zelf ook af in de eigen richtlijn, vanwege het risico op prikletsel.

## Nederland
In Nederland wordt de behandeling uitgevoerd door fysiotherapeuten en is in 2007 door het Koninklijk Nederlands Genootschap voor Fysiotherapie opgenomen in hun beroepsprofiel. Volgens de Vereniging tegen de Kwakzalverij worden met de behandeling myogelosen in de spier aangeprikt, die normaliter vanzelf genezen. Ze oordeelt dat er geen bewijs is dat dry needling effectiever is dan het warm houden van de spieren of een verlichtende massage te geven.